# ČSAD POLKOST

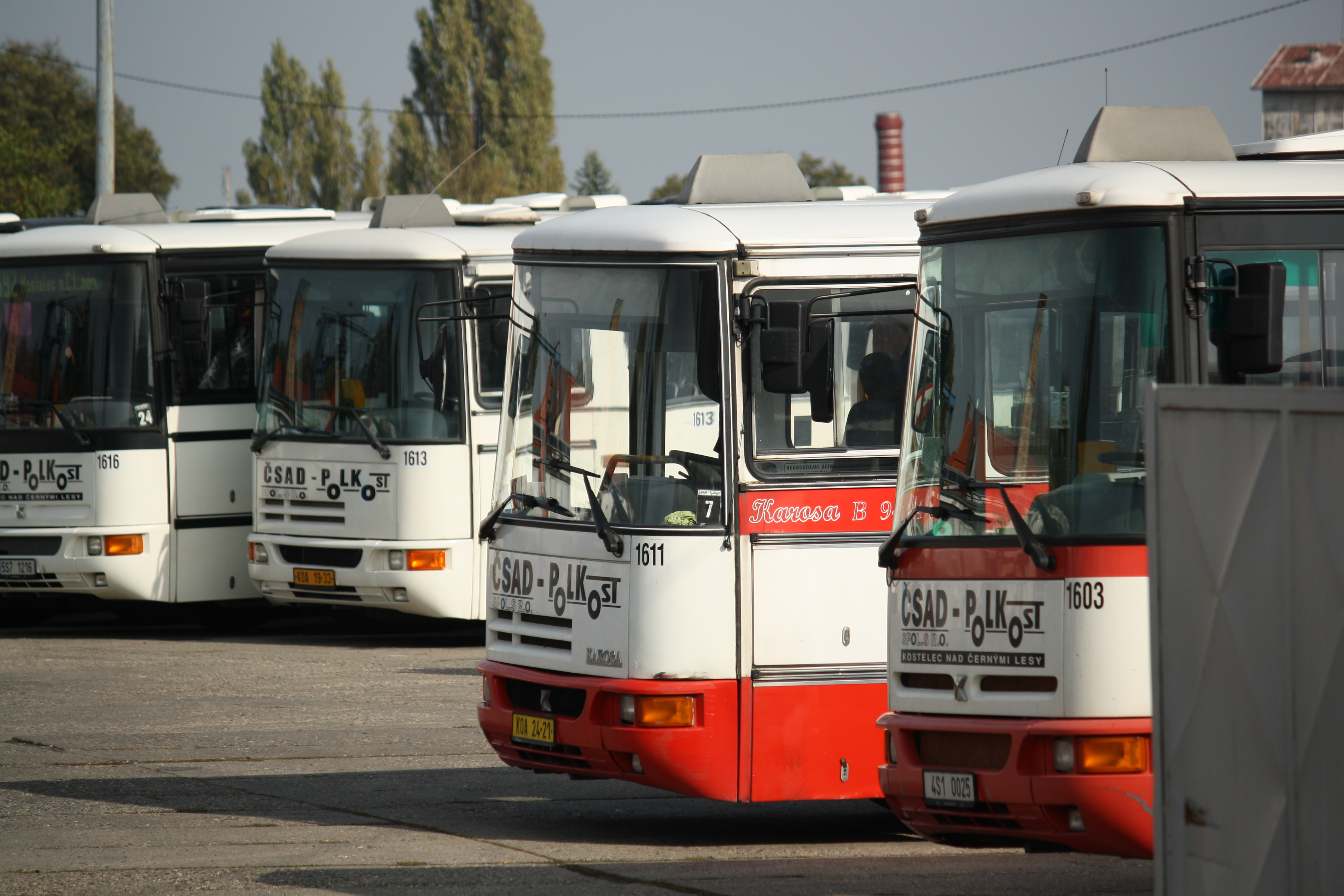
Karosy příměstské dopravy v garáží ČSAD POLKOST

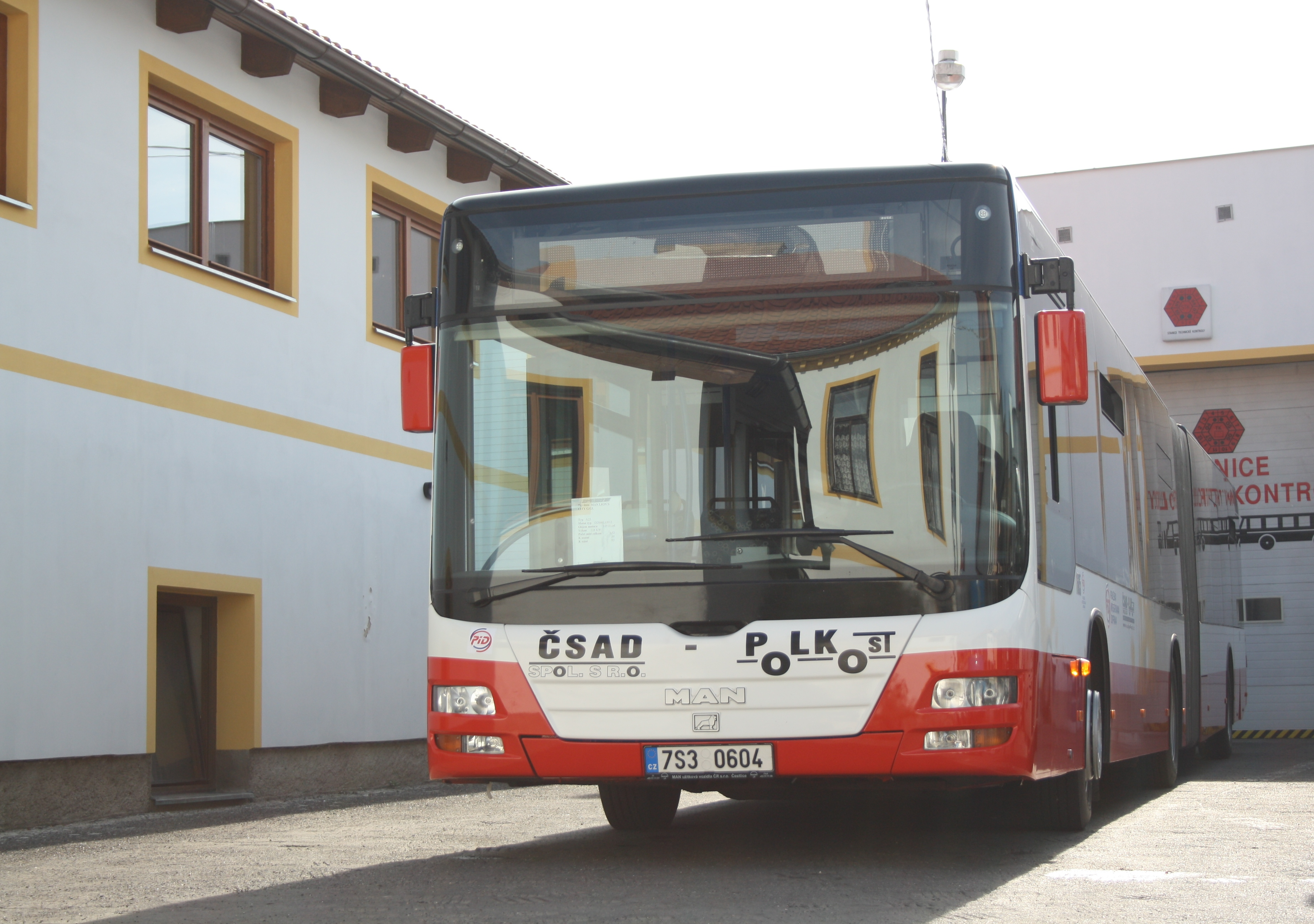
Autobus MAN Lion's City v jednotném nátěru PID v garážích ČSAD POLKOST

	ČSAD POLKOST, spol. s r.o. je dopravní společnost podnikající převážně v regionální autobusové dopravě a v mezinárodní kamionové dopravě, se sídlem v Kostelci nad Černými lesy. V současnosti provozuje 20 autobusových linek Pražské integrované dopravy. Jméno firmy Polkost vzniklo z spojením prvních písmen jména majitele (Poledný > Pol-) a prvních písmen města, ve kterém má firma sídlo (-Kost > Kostelec nad Černými lesy). Společnost původně vlastnili polovičními podíly Václav Poledný a Milan Poledný, od července 2004 je jediným vlastníkem Milan Poledný.

## Historie
Firma ČSAD POLKOST vznikla v roce 1992 privatizaci Černokostelecké provozovny původního dopravního závodu 102 Praha-Vršovice původního ČSAD KNV Praha. V ještě dřívější minulosti patřila provozovna k dopravnímu závodu 112 Kolín.[zdroj?]
Společnost se od svého vzniku podílela na provozu linek na Černokostelecku včetně linek do Prahy. V letech 1997–2000 provozovala linky 230001, 230002, 230003, 230004, 230005, 230006, 230007, 230008, 230009, 230072, 230073, 230074, 230075, 230076, 230091.[zdroj?]
Do Pražské integrované dopravy se firma zapojila při jejím rozšíření na Černokostelecko dne 24. září 2000 na nově zřízených linkách 381, 382, 387, 391 a 392 s 18 vozy, z nichž bylo 8 kloubových. Linky vyjížděly od svého začátku (rok 2000) od stanice metra A Skalka směrem na Černokostelecko, o pár let později (v květnu 2006) byly linky zkráceny k novému terminálu u nově vzniklé konečné metra A Depo Hostivař. Po cca dvou letech, v roce 2008, pak byly tyto linky přesměrovány na konečnou metra C Háje.
Nejméně od ledna 2009 dopravce provozoval krátce také jednu mezinárodní linku (000302) z Prahy na Ukrajinu (Mezigorje) s frekvencí dvou párů spojů týdně, od roku 2010 dle schváleného jízdního řádu s pěti páry spojů týdně.[zdroj?]
22. června 2010 se firma stala jediným vlastníkem firmy BADO BUS, s.r.o.,  převzala provoz její tehdy jediné městské linky 232 (Háje - Křeslice - Pitkovice - Nádraží Uhříněves; provoz ukončen v dubnu 2017) a od tohoto data má druhou provozovnu (garáže) v pražské Uhříněvsi.[zdroj?]
Podle výroční zprávy organizace ROPID za rok 2011 se společnost podílela 2,50 % na dopravních výkonech v rámci autobusové dopravy PID.
 Koncem roku 2022 a začátkem roku 2023 se uskutečnila ve Středočeském kraji historicky první soutěž na dopravce,celkem ve 4 vlnách, do kterých bylo zařazeno celkem 36 oblastí. Dopravce ČSAD POLKOST získal Říčansko, Úvalsko a Kolínsko. Po zveřejnění výsledků se však dopravce vzdal oblasti Úvalsko, kde jej nahradil dopravce ČSAD Střední Čechy. Jednotliví vysoutěžení dopravci vyjeli do oblastí od 1.12.2024.
Do 30.11.2024 Dopravce ČSAD POLKOST ve Středočeském kraji provozoval autobusové linky 325, 381, 382, 387, 435, 491, 492, 533, 557, 652, 659, 660, 706, 787, 903, 959.  Linky 533 a 706 byly provozovány společně s dopravcem OAD Kolín, linka 787 s dopravcem Arriva autobusy.

## Současnost
V současné době (od prosince 2024) v rámci PID ve Středočeském kraji dopravce provozuje linky 385, 460, 461, 462, 469, 487, 489, 490, 494, 582, 653, 675, 678, 679, 681, 685, 702, 707, 761, 821 a 824. Ve spolupráci s dopravcem ČSAD Střední Čechy provozuje také linku 765.
Mimo autobusové dopravy firma provozuje STK, kamionovou dopravu, autoškolu a čerpací stanici s mycí linkou. Dále pak nabízí skladovací prostory a měření tachografů.[zdroj?]

## Vozový park
ČSAD POLKOST má rozmanitý vozový park. Až do roku 2002 například provozovala jako jeden z mála českých dopravců známé maďarské kloubové autobusy Ikarus 280, které byly již dříve vyřazeny z provozu jinými firmami. V minulosti dále firma vypravovala převážně autobusy tuzemské značky Karosa, od roku 2002 byla na linky 402, 404 vypravována nízkokapacitní vozidla Mercedes-Benz O 814 D . Firma byla také jediným provozovatelem autobusu Volvo 7700A (2011-2022) v České republice.[zdroj?]
Od roku 2007 je firma největší provozovatel kloubových autobusů značky MAN (celkem 24 vozidel) v Pražské integrované dopravě.
V současnosti společnost využívá pro příměstskou dopravu (a regionální linky) převážně vozidla značek MAN, Irisbus Crossway a Iveco Crossway. Po jednom vozidle pak Irisbus Arway, Scania Citywide, Mercedes-Benz Sprinter, Solaris Urbino 8,9 LE (linka 325) a Isuzu Novo Citi Life.
Pro městskou dopravu (tedy na linky 115, 226, 227, 270) využívá autobusy Solaris Urbino 12 III, Irisbus Citelis, Irisbus Crossway, Iveco Urbanway, Iveco Crossway, MAN Lion´s City, MAN Lion´s City 12C a několik vozidel Scania Citywide.